# Festival Cero Latitud de Ecuador
El Festival Cero Latitud es un evento anual de exhibición de cine latinoamericano de autor, fundado en el año 2003. El festival se realiza en las ciudades de Quito, Guayaquil y Cuenca.
La propuesta del Festival se centra en la difusión y el apoyo al nuevo cine latinoamericano independiente, mediante la competición entre las obras de los directores de la región y la creación de espacios para la reflexión y la capacitación.

## Premios y reconocimientos
- Premio Semilla a la Selección Oficial
- Premio de la Crítica
- Premio Mirada de Mujer
- Premio Signis
- Premio del Público

## 7a. Edición 2009
La séptima edición tuvo lugar del 9 al 19 de julio de 2009 con Argentina como país invitado.

### Premios Semilla
El jurado en la parte de largometrajes estuvo integrado por: Alberto Cortés, Kevin Johansen, Jan Vandierendonck, Tania Hermida y María Villacís, y para la parte de cortometrajes por: Nicolás Buenaventura, Tomás Dotta y Abdón Ubidia.
- Mejor Película: Lake Tahoe de Fernando Eimbcke  México
- Mejor Guion: Feliz Natal de Selton Mello  Brasil
- Mejor Actor: Sergio Gjurinovich de la película Dioses de Josué Méndez  Perú
- Mejor Actriz: Catalina Saavedra de la película La nana de Sebastián Silva  Chile
- Mención Especial: Toshifumi Matsushita , director, guionista, productor y editor de El regalo de la Pachamama  Bolivia y  Japón[1]
- Mejor Cortometraje Latinoamericano: Os sapatos de Aristeu de René Guerra  Brasil
- Mención Especial: Danzak de Gabriela Yepes  Perú
- Mejor Cortometraje Ecuatoriano: Wakulla de Daniel Avilés  Ecuador
- Mención Especial: La terraza del hospital de Daniel Varela  Ecuador
- Mención Especial: María José Viteri, por su papel en el corto Callados de Daniel Llanos  Ecuador

### Premio de la Crítica
- Mejor Largometraje: Desierto
- Mención Especial: Trance 1-10 de José Luis Torres Leiva  Chile

### Premio Mirada de Mujer
- Mejor Largometraje: La nana de Sebastián Silva  Chile
- Mención Especial: Elisa Eliash, por el lenguaje cinematográfico en su ópera prima Mami te amo  Chile

### Premio Signis
- Lloronas de Lía Dansker  Argentina
- Mención Especial: Laura Durán, por su cortometraje Toro verde  Argentina

### Premio del Público
- Mejor Largometraje: Tiro en la cabeza de Jaime Rosales  España
- Mejor Cortometraje: Karai Norte, de Marcelo Martinessi  Paraguay